# Domingo Badía
Domingo Francisco Jorge Badía y Leblich (Barcelona, 1 de abril de 1767 - Damasco, 30 de agosto de 1818) fue un militar, espía, arabista y aventurero español, conocido también como Alí Bey o Alí Bey el-Abbassi.

## Biografía

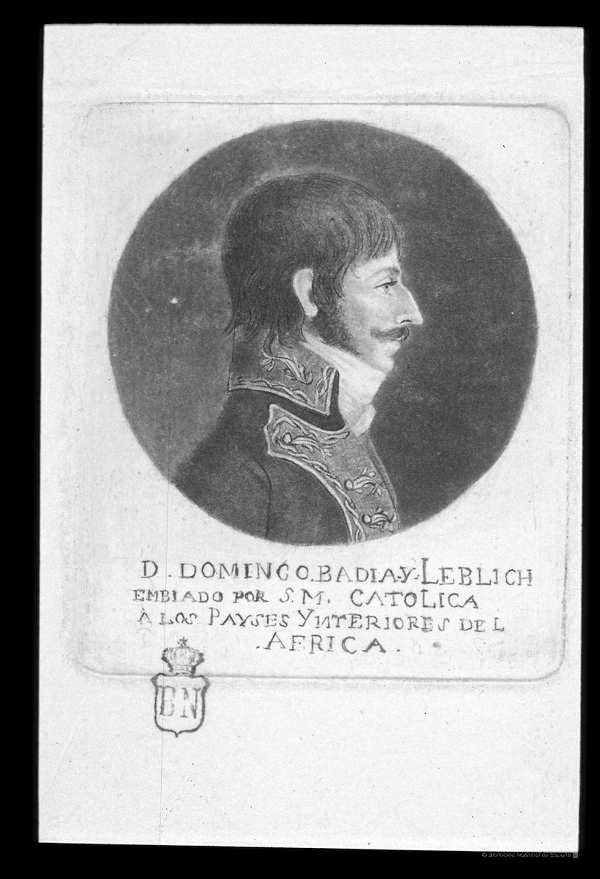
Domingo Badía y Leblich, hacia 1798. Fisionotrazo y aguatinta. Biblioteca Nacional de España

Hijo de Pedro Badía y Catherine Leblich, natural de Wavre (Bélgica). Tuvo una hermana llamada Gregoria María del Carmen, esposa de Antonio del Rosal y Henríquez de Luna.
En 1778 se trasladó a Cuevas de Almanzora (Almería) a causa del nombramiento de su padre como contador de guerra y tesorero del partido judicial de Vera. Allí comenzó a interesarse por el mundo musulmán. En 1791 se casó con María Luisa Burruezo y Campoy y tuvo una hija llamada María de la Asunción. En 1792 se mudó, junto con su esposa Mariquita, a Córdoba para desempeñar su empleo como administrador de rentas de tabaco. En Córdoba estudió árabe y se interesó por el aerostato. Esto le llevó a la bancarrota, por lo que en 1793 decidió marcharse a la corte junto con toda su familia.
En el año 1803, por encargo de Manuel Godoy (primer ministro de Carlos IV), emprendió un largo viaje por territorios musulmanes, haciéndolo camuflado como príncipe sirio musulmán descendiente de los abasíes, educado en Europa y bajo el nombre de Alí Bey el-Abbasí. Sus viajes lo llevaron a Marruecos, Argelia, Libia y diversas regiones del Imperio otomano (Egipto, Arabia, Siria, Turquía y Grecia), visitando regiones en las que nunca antes había estado un occidental. También visitó la isla griega de Patmos, donde San Juan escribió el Apocalipsis. Este viaje lo hizo como espía a sueldo de Godoy, con el fin de ganarse la confianza de Mulay Sulaymán y convencerle de que aceptase a España como protector contra sus enemigos y, de no lograrlo, contactar con los enemigos y empujarlos a una guerra civil para que luego España los invadiese.
En 1808, tras haber tenido una conversación con Carlos IV y animado por el rey destronado, el 10 de mayo se presentó a Napoleón Bonaparte para ofrecerle sus servicios. Este, tras desconfiar al comienzo, lo envió junto con una carta de recomendación a su hermano Joseph, que ocupaba el trono de España como José I.
El 5 de abril de 1810 fue nombrado alcalde de Córdoba por José I, donde introdujo el cultivo del algodón, la remolacha y la patata. Autorizó la creación de la Real Academia de Ciencias, Bellas Letras y Nobles Artes de Córdoba. Ostentó este cargo por espacio de quince meses, hasta el 14 de julio de 1811.
Hacia 1812-1813, tras la derrota de Napoleón en España y la caída de José Bonaparte, se exilió en Francia.
En 1814 se publicó en dos volúmenes en Francia su obra Voyages d'Ali Bey en Afrique et en Asie, en la que recogía sus viajes por el mundo árabe entre 1803 y 1807, y que pronto se difundió por toda Europa, con ediciones en Inglaterra y Alemania.
En 1818, tras cambiar su antiguo nombre por el de Ḥājj 'Alī Abu 'Uthmān se dirigió a Damasco. Salió de París con el nombre de Alí-Othman pero fue descubierto por los servicios secretos británicos, que lo envenenaron en Damasco. Invitado a comer por un bajá a sueldo de los británicos, tomó su última taza de café.
Hombre de una amplia cultura, dejó escrita la narración de sus viajes mencionada más arriba, con magníficos dibujos y traducida como Viajes en Marruecos, Trípoli, Chipre, Arabia, Siria y Turquía, en la que, junto con descripciones pormenorizadas de las ciudades que visitó, plasmó sus observaciones sobre geografía, botánica, zoología, entomología, geología y meteorología. 
Así inicia su descripción de la ciudad de Marrakech:

La ciudad de Marrakech o Marruecos, antigua capital del reino de este nombre, arruinada por una continuación de guerras desastrosas y despoblada, además, por el azote de la peste, no es hoy día sino sombra de su esplendor antiguo. Una población de casi setecientos mil habitantes en la época de su grandeza daba movimiento y vida a la agricultura, artes y comercio del país, pero hoy en día apenas cuenta con treinta mil almas.
Ali Bey

Y esta es su descripción de la cordillera del Atlas que observa desde Marrakech :

Descúbrese desde Marruecos la cadena de los montes Atlas, en los cuales la nieve ocupa la cuarta parte de la altura, que estimé en su totalidad hallarse sobre unos trece mil doscientos pies sobre el nivel del mar; digo poco más o menos porque para medirlos rigurosamente fueran necesarias operaciones trigonométricas, que habrían indudablemente alarmado a los bárbaros que me rodeaban; preferí, pues, sacrificar este objeto, como otros muchos, a mi gran proyecto. Dicha cordillera pasa oblicuamente por delante de Marruecos, en la dirección de SO a NE, pero la parte más inmediata se halla al S de la ciudad y sólo dista unas seis leguas.
Ali Bey

Uno de los episodios más destacados de su viaje es la peregrinación a La Meca, siendo probablemente el primer español no musulmán en pisar estas regiones y en entrar en el santuario de la Kaaba. El primer europeo, no musulmán, que entró en La Meca fue el italiano Ludovico de Verthema en 1503, y unos pocos años más tarde entraría en ese sagrado lugar el portugués Pedro da Covilhã. Pero a Domingo Badía se le debe la primera fijación de la posición geográfica y los dibujos de los templos, como reconoció el explorador inglés Richard Francis Burton.
Sus viajes fueron leídos en toda Europa y promovieron la curiosidad por la cultura islámica. Lo admiraron, aunque con ciertas reticencias, Richard Francis Burton, quien realizó una proeza semejante, y Alexander von Humboldt.
Una calle de Barcelona ha sido nombrada en su memoria, en catalán Carrer d'Alí Bei.